# 国际化域名

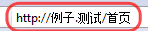
使用漢字的域名

国际化域名（英語：Internationalized Domain Name，缩写：IDN）又称特殊字元域名，是指部分或完全使用特殊的文字或非拉丁字母组成的互联网域名，包括阿拉伯语、中文、俄语、泰米尔语、希伯来语或韩语等使用非拉丁字母的语言，这些文字经多字节Unicode编译而成。在域名系统中，国际化域名使用国际化域名编码转写并以ASCII字符串储存。
域名系统的建立为了将网络搜索用语变成更加通俗易懂的语言，但由于技术限制和长久实践，域名使用美国信息交换标准代码字符已成为惯用标准。国际化域名通过将各种非英语字符转化成与现有域名系统兼容的美国信息交换标准代码字符串，并储存在域名系统中，使得世界各地的用户可以直接使用他们的母语输入域名。并且这种技术并不需要对互联网结构做任何改变。
国际化域名最初是由马丁·杜斯特于1996年12月提出。1998年在新加坡国立大学教授陈定炜的指导下，Tan Juay Kwang和Leong Kok Yong将其付诸实施。经过许多讨论和对比各种提案后，应用程序国际化域名（IDNA）被采纳为正式标准，并被用在许多顶级域名中。在IDNA中，“国际化域名”特指可以成功将IDNA转化为 ASCII 編碼的域名。
2007年，互联网名称与数字地址分配机构开始测试非英语域名。
2008年3月，互联网工程任务组为更新现有IDNA协议，新成立了一个国际化域名工作组。
2009年10月，互联网名称与数字地址分配机构通过在使用IDNA标准的互联网中成立国际化国家及地区顶级域（IDN ccTLD）。2010年5月，第一个IDN ccTLD在域名系统根域中生效运行。

## 后缀

### 阿拉伯文域名
2009年11月16日埃及的（DNS名稱為".xn--wgbh1c"）成为首个非拉丁字母域名。
此后使用阿拉伯字母的国家均先后开始使用本国的阿拉伯文域名。

### 汉字域名
2010年6月25日，互联网名称与数字地址分配机构宣布了五個中文IDN ccTLD：
- （編碼 ".xn--fiqs8s"）及.中國（編碼 ".xn--fiqz9s"），由中国互联网络信息中心管理；
- .香港（編碼 ".xn--j6w193g"），由香港互联网注册管理有限公司管理；
- （編碼 ".xn--kprw13d"）及 .台灣（編碼 ".xn--kpry57d"），由台灣網路資訊中心管理。

2011年，新加坡的中文ccTLD.新加坡（編碼 ".xn--yfro4i67o"）正式啟用，由新加坡網路資訊中心管理。

### 其他文字域名
俄罗斯最先开始使用.рф（DNS名稱為「.xn--p1ai」），后使用西里尔字母的保加利亚、乌克兰、蒙古国均有本國西里尔域名。
使用婆罗米文字的印度和孟加拉国有基于各民族文字的域名，格鲁吉亚、亚美尼亚、希腊和韩国等国也有基于本國民族文字的域名。